# Xã Grand Meadow, Quận Clayton, Iowa
Xã Grand Meadow (tiếng Anh: Grand Meadow Township) là một xã thuộc quận Clayton, tiểu bang Iowa, Hoa Kỳ. Năm 2010, dân số của xã này là 622 người.